# Monaeses xiphosurus
Monaeses xiphosurus là một loài nhện trong họ Thomisidae.
Loài này thuộc chi Monaeses. Monaeses xiphosurus được Eugène Simon miêu tả năm 1907.